# رشيد الخيون
رشيد الخيون (ولد 1950م) باحث وكاتب عراقي علماني، مهتم بقضايا الفكر العربي القديم، يكتب في صحيفة الاتحاد الإماراتية، وصدرت له العديد من المؤلفات في التراث والفكر، وهو حاصل على عدد من الجوائز، من أبرزها: جائزة الملك عبد العزيز للكتاب عام 2017 عن كتابه «أثر السود في الحضارة الإسلامية»، وجائزة الشيخ زايد للكتاب عام 2025م.

## سيرته
ولد في الجبايش في محافظة ذي قار جنوب العراق، من آل خيون مشايخ قبيلة بني أسد. تخرَّج في معهد المعلمين في بغداد. حصل على شهادة بكالوريوس من جامعة عدن 1984 في اليمن الجنوبي. نال شهادة الدكتوراه في صوفيا في الفلسفة الإسلامية سنة 1991. مارس التعليم في مدارس بغداد الابتدائية للفترة 1975-1978 في الوقت الذي نشرت فيه منظمة اليونسكو تقريرا قالت فيه إن التعليم في العراق يضاهي التعليم في الدول الإسكندنافية. درس في الجامعات اليمنية للفترة 1979_1988 وهي الفترة التي شهدت رحيل حوالي أكثر من 23 ألف باحث وطبيب ومهندس إلى خارج العراق نتيجة حرب الخليج الأولى التي خاضها العراق بقيادة صدام حسين وإيران بزعامة الخميني.وهو أيضا كاتب مقال أسبوعي في جريدة الشرق الأوسط وصحف أخرى أبرزها صحيفة الاتحاد الإماراتية.
وهو مقيم في لندن، وله حس وطني مرهف حيث يدعو في مقابلاته ولقاءاته إلى إعادة اللحمة الوطنية العراقية وينتقد بشدة النظام السياسي القائم في عهد الرئيس العراقي السابق صدام حسين، حيث يعدها فترة مظلمة أبادت الكرد وظلمت الشيعة ولم تنصف السنة أنفسهم. ويطالب الجهات المختصة بإعادة روح الاعتبار للذات العراقية عن طريق التعريف بالهوية العراقية القديمة المتمثلة بالحضارات السومرية والاكدية والبابلية.

## أفكاره
هو كاتب علماني يحاول تأصيل العلمانية بواسطة الاستدلال بآراء علماء إسلام أو مواقف حدثت في تاريخ الإسلام، أي هو من دعاة التأصيل العلماني (أي البحث عن أصل للعلمانية في الإسلام).

## إصداراته
صدر له كتب عدة أبرزها:
1. مذهب المعتزلة من الكلام إلى الفلسفة.
2. تلخيص البيان في ذكر أهل الأديان.
3. معتزلة البصرة وبغداد.
4. جدل التنزيل.
5. تأريخ البهائية والبابية.
6. كتاب مندائي أو الصابئة الأقدمون.
7. المباح واللامباح.
8. خواطر السنين.
9. المشروطة والمستبدة.
10. المجتمع العراقي (تراث التسامح والتكاره).
11. أمالي السيد طالب الرفاعي.
12. الأديان والمذاهب بالعراق.
13. لاهوت السياسة.
14. «عمائم سود بالقصر السعودي: انطباعات شخصية عن نجد والحجاز».[7]
15. «بعد إذن الفقيه: الحرام والحلال في أمر النساء والطفولة والكتابة والطعام».[8]
16. «رسالة في العلمانية والخلافة».[9]
17. «100 عام من الإسلام السياسي بالعراق: 1 الشيعة».[10]
18. «100 عام من الإسلام السياسي بالعراق: 2 السنة».
19. «لا إسلام بلا مذاهب وطروس أخر من التراث».
20. «إخوان الصفا المفترى عليهم: إعجاب وعجب».[11]
21. «أبو ظبي: تصالح العقل والثروة».[12]
22. «ضد الطائفية: العراق جدل ما بعد نيسان 2003».[13]
23. «النصيرية العلوية بسورية: السياسة تصادر الطائفة».[14]
24. «طروس من تراث الإسلام».
25. «الديانة المندائية».[15]
26. «حروف حي: تاريخ البابية والبهائية».
27. «شموس التهائم والنجود بعد النفط».[16]
28. «النزاع على الدستور بين علماء الشيعة المشروطة والمستبدة».[17]
29. «الفقه الشيعي والدستور: النائيني نموذجاً».
30. «العقاب والغلو في الفقه والتراث الإسلامي».[18]
31. «أثر السود في الحضارة الإسلامية».[19]
32. «بلاد الرافدين: ثوابت الجغرافيا وصور التعايش». 2020.[20]
33. «الخلافة التركية والولاية الإيرانية». 2021.[21]
34. «لصوص الأموال والنصوص: في التراث العربي الإسلامي». 2021.[22]
35. كتاب الأربعاء: في الإسلام السياسي والتنوير والمذهبية. دار المدى، 2022.
36. «صرعى العقائد: المقتولون بسبب ديني قديمًا وحديثًا». 2023.[23]
37. «أخبار النساء» للأمير مؤيّد الدولة أسامة بن مُنقذ الكناني الشيزري المتوفى سنة 584هـ. مركز الملك فيصل للبحوث والدراسات الإسلامية، 2024.[24]
38. قوس قزح: الجنسانية في الفقه والأدب. دار المدى، 2024.[25]

#### مقالاته
يكتب أسبوعيًّا في جريدة الاتحاد الامارتية.

## جوائزه
- جائزة الملك عبد العزيز للكتاب عام 2017.[4]
- فاز بجائزة الإعلام العربي عن فئة أفضل كاتب عمود صَحَفي عام 2022.[26]
- جائزة الشيخ زايد للكتاب (فرع تحقيق المخطوطات) لعام 2025، عن تحقيقه كتاب «أخبار النساء».[27]